# Fundación Club Baloncesto Granada 2024-2025
Questa voce raccoglie le informazioni riguardanti il Fundación Club Baloncesto Granada nelle competizioni ufficiali della stagione 2024-2025.

## Stagione
La stagione 2024-2025 del Fundación Club Baloncesto Granada è la 2ª nel massimo campionato spagnolo di pallacanestro, la Liga ACB.

## Roster
Aggiornato al 7 giugno 2025.
| Coviran Granada 2024-25 | Coviran Granada 2024-25 |
| Giocatori               | Staff tecnico           |
| ----------------------- | ----------------------- |

| N. | Naz.                                                   | Ruolo | Nome                 | Anno | Alt.   | Peso   |  |
| -- | ------------------------------------------------------ | ----- | -------------------- | ---- | ------ | ------ |  |
| 00 | Spagna (bandiera)                                      | AP    | Edgar Vicedo         | 1994 | 203 cm | 100 kg |  |
| 2  | Francia (bandiera)                                     | P     | Jonathan Rousselle   | 1990 | 192 cm | 84 kg  |  |
| 3  | Porto Rico (bandiera) · Spagna (bandiera)              | G     | Gian Clavell         | 1993 | 193 cm | 84 kg  |  |
| 4  | Stati Uniti (bandiera)                                 | G     | Sam Griffin          | 2001 | 191 cm | 84 kg  |  |
| 7  | Stati Uniti (bandiera)                                 | G     | Scott Bamforth       | 1989 | 188 cm | 86 kg  |  |
| 9  | Georgia (bandiera) · Austria (bandiera)                | C     | Giorgi Bezhanishvili | 1998 | 208 cm | 111 kg |  |
| 10 | Spagna (bandiera)                                      | P     | Sergi García         | 1997 | 193 cm | 82 kg  |  |
| 11 | Finlandia (bandiera)                                   | AP    | Elias Valtonen       | 1999 | 200 cm | 92 kg  |  |
| 12 | Uruguay (bandiera) · Spagna (bandiera)                 | P     | Agustín Ubal         | 2003 | 198 cm | 88 kg  |  |
| 15 | Spagna (bandiera)                                      | C     | Iván Aurrecoechea    | 1995 | 204 cm | 109 kg |  |
| 17 | Francia (bandiera)                                     | AG    | Amine Noua           | 1997 | 202 cm | 91 kg  |  |
| 19 | Spagna (bandiera)                                      | A     | Pere Tomàs (C)       | 1989 | 200 cm | 90 kg  |  |
| 24 | Stati Uniti (bandiera) · Macedonia del Nord (bandiera) | C     | Jacob Wiley          | 1994 | 203 cm | 101 kg |  |
| 25 | Spagna (bandiera)                                      | G     | Luca Medal           | 2006 | 189 cm |        |  |
| 32 | Spagna (bandiera)                                      | C     | Rubén Guerrero       | 1995 | 213 cm | 109 kg |  |
| 33 | Italia (bandiera)                                      | GA    | Riccardo Visconti    | 1998 | 197 cm | 90 kg  |  |
| 34 | Spagna (bandiera)                                      | C     | Osi Cerdá            | 2005 | 216 cm |        |  |
| 46 | Senegal (bandiera)                                     | C     | Ousmane N'Diaye      | 2004 | 210 cm | 100 kg |  |
| 51 | Rep. Dominicana (bandiera)                             | G     | Omar Silverio        | 1998 | 190 cm | 87 kg  |  |

| Allenatore |
| - Pablo Pin |
| Assistente/i |
| - Alberto Fernández - Andrea Pecile - Alberto Puertas - Arturo Ruiz Legenda - (C) Capitano - (IN) Inattivo - Infortunato Roster |

## Mercato

### Sessione estiva
| Acquisti | Acquisti          | Acquisti          | Acquisti   | Acquisti |
| R.a      | Nome              | da                | Modalità   |          |
| -------- | ----------------- | ----------------- | ---------- | -------- |
| P        | Sergi García      | Breogán           | svincolato |          |
| P        | Agustín Ubal      | Barcellona        | svincolato |          |
| G        | Gian Clavell      | Piratas de Queb.  | svincolato |          |
| AP       | Edgar Vicedo      | Canarias Tenerife | svincolato |          |
| AG       | Amine Noua        | Fenerbahçe        | svincolato |          |
| C        | Iván Aurrecoechea | San Sebastián     | svincolato |          |
| C        | Rubén Guerrero    | Obradoiro         | svincolato |          |

| Cessioni | Cessioni          | Cessioni               | Cessioni       | Cessioni |
| R.       | Nome              | a                      | Modalità       |          |
| -------- | ----------------- | ---------------------- | -------------- | -------- |
| P        | Lluís Costa       | Canarias Tenerife      | fine contratto |          |
| P        | Christian Díaz    | Estudiantes            | fine contratto |          |
| G        | Germán Martínez   | Template:Basket Estela | fine contratto |          |
| GA       | David Krämer      | Canarias Tenerife      | fine contratto |          |
| AG       | Kwan Cheatham     | Pall. Reggiana         | fine contratto |          |
| AC       | David Iriarte     |                        | ritirato       |          |
| C        | Malik Dime        | Glad. de Anzoátegui    | fine contratto |          |
| C        | Cristiano Felício | Sendai 89ers           | fine contratto |          |

### Dopo l'inizio della stagione
| Acquisti | Acquisti             | Acquisti       | Acquisti         | Acquisti   |
| R.       | Nome                 | da             | Data             | Modalità   |
| -------- | -------------------- | -------------- | ---------------- | ---------- |
| C        | Ousmane N'Diaye      | Saski Baskonia | 27 febbraio 2025 | prestito   |
| C        | Giorgi Bezhanishvili | BCM Gravelines | 9 marzo 2025     | svincolato |
| G        | Omar Silverio        | Free agent     | 11 marzo 2025    | svincolato |
| G        | Sam Griffin          | Lavrio         | 20 marzo 2025    | svincolato |
| GA       | Riccardo Visconti    | Virtus Bologna | 24 marzo 2025    | svincolato |

| Cessioni | Cessioni     | Cessioni   | Cessioni      | Cessioni    |
| R.       | Nome         | a          | Data          | Modalità    |
| -------- | ------------ | ---------- | ------------- | ----------- |
| AP       | Edgar Vicedo | Free agent | 4 marzo 2025  | rescissione |
| C        | Jacob Wiley  | Free agent | 19 marzo 2025 | rescissione |